# Seznam kenijskih filozofov
Seznam kenijskih filozofov.

## K
- Jomo Kenyatta

## M
- John Mbiti

## O
- Henry Odera Oruka